# 210ª Divisione costiera
La 210ª Divisione costiera fu una grande unità di fanteria del Regio Esercito italiano durante la seconda guerra mondiale.

## Storia
La divisione viene creata il 1º marzo 1943 per trasformazione della X Brigata costiera e venne inquadrata nel IX Corpo d'armata appartenente alla 7ª Armata. Fece parte della guarnigione di Taranto e venne schierata nel salentino tra Taranto e Brindisi. Il 13 settembre 1943 assunse la difesa del settore compreso tra Taranto, Grottaglie, Francavilla Fontana, Latiano e Brindisi. La divisione poi fu riassegnata a operare come ausiliaria supportando le azioni degli Alleati durante la Campagna d'Italia, il 17 maggio 1944 operò a Nord di Cassino mentre nel gennaio dello stesso anno seguì l'avanzata da Anzio a Roma. Nel ottobre del 1944 era schierata nella zona di Firenze e terminò il suo servizio a Peschiera del Garda.

## Ordine di battaglia 1943
- 113º Reggimento Costiero
  - 349º Battaglione Costiero
  - 354º Battaglione Costiero
  - 359º Battaglione Costiero bis
- 114º Reggimento Costiero
  - 470º Battaglione Costiero
  - 311º Battaglione Costiero
  - XIV Gruppo "Cavalleggeri Guide"
- 164º Reggimento Costiero
  - 72º Battaglione Costiero
  - 439º Battaglione Costiero
  - 474º Battaglione Costiero
- 9º Battaglione CC.NN
- 10º Battaglione CC.NN
- CLII Battaglione Mitraglieri
- XIV Battaglioni Mitraglieri
- 405ª Compagnia mortai
- 18ª Compagnia cannoni controcarro
- 210ª Compagnia cannoni controcarro
- 16º Raggruppamento Artiglieria G.A.F (Guardia alla Frontiera)
- LIV Gruppo Artiglieria
- CCLVI Gruppo Artiglieria
- CCCXIV Gruppo Artiglieria
- Nuclei anti paracadutisti: 241° e 243°

## Ordine di battaglia marzo 1945
- 67º Reggimento Fanteria[3]
  - CCCI Battaglione Fanteria
  - CCCII Battaglione Fanteria
- 548º Reggimento Fanteria[3]
  - CCCIII Battaglione Fanteria
  - CCCIV Battaglione Fanteria
  - CCCV Battaglione Fanteria
- 20º Raggruppamento Salmerie (su quattro battaglioni)[3]
- 210º Raggruppamento G. da combattimento[3]
  - XXIII Battaglione
  - CIII Battaglione
- 6º Raggruppamento Guardie[4]
  - 511º Battaglione guardie
  - 512º Battaglione guardie
- Comando 525º Reggimento Fanteria[5]